# الفرش (حجة)
الفرش هي إحدى قرى الجمهورية اليمنية. وهي تتبع جغرافيًا لمحافظة حجة. وإداريًا لمديرية حرض. يبلغ تعداد سكانها 1060 نسمة حسب الإحصاء الذي جرى عام 2004.